# Ada Lessing
Pour les articles homonymes, voir Lessing.
Adele Minna Abbenthern épouse Lessing (née le 16 février 1883 à Hanovre, morte le 10 novembre 1953 à Hamelin) est une journaliste et militante féministe allemande.

## Biographie
Adele Minna Abbenthern est l'aînée des trois enfants de Bodo Abbenthern, un homme d'affaires et employé de Städtischen Lagerbier-Brauerei. Elle grandit à Südstadt, puis à partir de 1890 dans la gestion forestière de Bischofshol, que son père avait repris.
En 1902, elle épouse Ernst Grote, âgé de 31 ans, gestionnaire d'un domaine à Bemerode où elle s'insalle. Ce mariage est dissous en 1904, Ada Grote retourne chez ses parents.
Après la mort de sa mère, Ada Grote déménage à Berlin en 1907 pour une formation complémentaire, bien qu'elle voulait en fait aller en Grande-Bretagne, un manque de compétences en langues étrangères l'en empêche. À Berlin, elle apprend la dactylographie, la sténographie et l'anglais. Pendant une courte période, elle travaille dans un foyer pour enfants près de Cottbus. Elle travaille comme commis d'édition pour le magazine Schönheit, pour lequel elle écrit aussi des articles, notamment des critiques de livres.
Elle rencontre son second mari, le philosophe Theodor Lessing, probablement  au tournant de l'année 1908-1909. Bien que les deux ne se soient mariés qu'en 1912, c'est aussi le deuxième mariage de Theodor Lessing, ils vivent ensemble avant le mariage.
Lorsque la Première Guerre mondiale éclate en 1914, Ada se bat pour les droits des femmes et s'inscrit au SPD. À partir de 1919, Ada travaille pour le centre d'éducation des adultes de Linden. L'établissement est inauguré le 25 janvier 1920. Elle occupe le poste de directrice générale jusqu'en 1933. Elle se présente pour le SPD aux élections du Reichstag en 1932 et 1933, mais est victime des purges nazies dans l'administration de la ville en 1933 et doit quitter son poste au centre d'éducation des adultes. Les nazis réprimaient Theodor Lessing depuis 1926, il perd sa licence d'enseignement et s'enfuit à Marienbad en Tchécoslovaquie, où il est assassiné le 31 août 1933. Ada le suit en exil et obtient la nationalité tchécoslovaque en 1937. Juste avant l'arrivée des troupes allemandes, elle s'enfuit en Grande-Bretagne et travaille dans un foyer pour enfants au Pays de Galles.
Après la fin de la Seconde Guerre mondiale, elle retourne à Hanovre en 1946, mais ne revient pas à son ancien lieu de travail. Le ministre de l'Éducation de Basse-Saxe, Adolf Grimme, lui confie la construction et la gestion du centre de formation des enseignants au château de Schwöbber, près de Hamelin, dans le cadre de la rééducation des enseignants avec la puissance occupante britannique. Ada Lessing occupe ce poste jusqu'à sa mort. Du 16 juillet 1951 au 9 novembre 1952, elle est membre du SPD au conseil de l'arrondissement de Hamelin-Pyrmont, où elle est active au sein du comité d'aide sociale et de santé.
Sa fille Ruth, issue de son mariage avec Theodor Lessing, travaille avec sa mère dans la maison de formation des enseignants, qu'elle a dirige après la mort de sa mère jusqu'à sa fermeture en 1970.

## Hommage
En 2006, l'université populaire de Hanovre est nommée en hommage à Ada et Theodor Lessing.